# Free State Project
Free State Project (FSP, en español Proyecto Estado Libre) es un movimiento político, fundado en 2001, para obtener por lo menos 20.000 personas adeptas al libertarismo que se muden a Nuevo Hampshire con el fin de hacer de este estado un bastión de las ideas libertarias. Aquellos que se unen al Free State Project firman una declaración de intenciones por la que se comprometen a desplazarse a Nuevo Hampshire a los cinco años de haberse alcanzado los 20.000 miembros. Aquellos que se trasladan a Nuevo Hampshire antes de que FSP llegue a 20.000 participantes se les conoce como "motores tempranos". A mitad de 2011, aproximadamente 11.000 participantes habían firmado la carta de intención y alrededor de 900 se habían trasladado a Nuevo Hampshire.
El movimiento se identifica en apoyo a los mercados libres y el federalismo constitucional. Su declaración de principios, adoptada en 2005, establece lo siguiente:

El Free State Project es un acuerdo entre 20.000 activistas en favor de la libertad para mudarse a Nuevo Hampshire, donde se ejercerá el mayor esfuerzo práctico para la creación de una sociedad en la que el papel máximo de gobierno sea la protección de la vida, la libertad y la propiedad. El éxito del proyecto supondría la reducción de la fiscalidad y la regulación, las reformas en todos los niveles de gobierno para ampliar los derechos individuales y el libre mercado, y el restablecimiento del federalismo constitucional, demostrando los beneficios de la libertad al resto de la nación y el mundo.

En 2010 había 12 Free Staters electos en la Cámara de Representantes de Nuevo Hampshire. El Free State Project es el organizador oficial de dos actos anuales en Nuevo Hampshire: el Foro de la Libertad de Nuevo Hampshire, un acontecimiento de convenciones que tiene lugar en un hotel cada invierno, y alberga una gran variedad de oradores, cenas y actos varios, y el Festival de la Libertad Puercoespín (PorcFest), un festival de verano de una semana de duración que tiene lugar en un camping, y está diseñado para ser un acto más relajado que el Foro de la Libertad.